# 포천시의 향토유적
포천시의 향토유적은 다음 각호에 해당하는 것을 말한다.
1. 「문화재보호법」 및 건조물법에 의거 문화재 및 건조물로 지정되지 아니한 것으로서 향토의 역사·예술상 가치가 있는 것과 이에 준하는 고고 자료 <개정 2008. 5. 28.>
2. 향토문화재로서 보호가치가 있을 것으로 기대되는 유적
3. 향토문화·토속·풍속을 연구하는데 필요한 자료

## 목록
| 번호 | 그림 | 명칭                                              | 소재지                                          | 소유자 (관리자)        | 지정·해제일자                                                         | 비고 |
| ---- | ---- | ------------------------------------------------- | ----------------------------------------------- | ---------------------- | --------------------------------------------------------------------- | ---- |
| 1호  |      | 전계대원군 묘 및 신도비 (全溪大院君 墓 및 神道碑) | 포천시 삼육사로2111번길 75                      | 이우영                 | 1986년 4월 9일 지정                                                   |      |
| 2호  |      | 자작동 지석묘                                     | 포천시 호국로1145번길 14                        | 포천시                 | 1986년 4월 9일 지정                                                   |      |
| 3호  |      | 효자 오백주 정문                                  | 포천시 정문동1길 38                             | 오화식                 | 1986년 4월 9일 지정                                                   |      |
| 4호  |      | 유인선 효우비                                     | 포천시 자작동 153                               | 유재만                 | 1986년 4월 9일 지정                                                   |      |
| 5호  |      | 구읍리 석불 입상                                  | 포천시 군내면 구읍리 167-1                      | 포천시                 | 1986년 4월 9일 지정                                                   |      |
| 6호  |      | 구읍리 미륵불상                                   | 포천시 군내면 포천로 1444                       | 포천시                 | 1986년 4월 9일 지정                                                   |      |
| 7호  |      | 군내면 선정비군                                   | 포천시 군내면 구읍리 산2-4(청성문화체육공원 내) | 포천시                 | 1986년 4월 9일 지정                                                   |      |
| 8호  |      | 이경여선생 묘 및 신도비 (李敬輿先生 墓 및 神道碑) | 포천시 내촌면 음현리 산31-3                     | 이인수                 | 1986년 4월 9일 지정                                                   |      |
| 9호  |      | 효자 신급 정문 (孝子 申礏 旌門)                   | 포천시 내촌면 음현리 734-2                      | 신윤철                 | 1986년 4월 9일 지정                                                   |      |
| 10호 |      | 이규채 선생 행적비 (李圭彩 先生 行蹟碑)           | 포천시 가산면 방축리 402                        | 이종세                 | 1986년 4월 9일 지정                                                   |      |
| 11호 |      | 정기안 선생 묘 (鄭基安 先生 墓)                   | 포천시 가산면 가산리 산42-1                     | 정낙훈                 | 1986년 4월 9일 지정                                                   |      |
| 12호 |      | 이범영 선생 공적비 (李範英 先生 功績碑)           | 포천시 가산면 방축리 80                         | 이규년                 | 1986년 4월 9일 지정                                                   |      |
| 13호 |      | 류경선 선생 묘 (柳敬先 先生 墓)                   | 포천시 가산면 금현리 산34                       | 유금열                 | 1986년 4월 9일 지정                                                   |      |
| 14호 |      | 정만석 선생 묘 (鄭晩錫 先生 墓)                   | 포천시 가산면 시우동2길 55-19                   | 정대호                 | 1986년 4월 9일 지정                                                   |      |
| 15호 |      | 충목단 (忠穆壇)                                   | 포천시 소흘읍 무봉리 27                         | 포천시유림             | 1986년 4월 9일 지정, 1987년 2월 12일 해제, 경기 기념물 제102호로 승격 |      |
| 16호 |      | 심통원 선생 묘 및 신도비                          | 포천시 소흘읍 이곡리 산21(묘), 470-1(신도비)    | 이윤래                 | 1986년 4월 9일 지정                                                   |      |
| 17호 |      | 금수정                                            | 포천시 창수면 오가리 546                        | 김광도                 | 1986년 4월 9일 지정                                                   |      |
| 18호 |      | 송우리 태봉                                       | 포천시 소흘읍 송우리 산28-3                     | 포천시                 | 1986년 4월 9일 지정                                                   |      |
| 19호 |      | 인평대군묘 (麟坪大君墓)                           | 포천시 신북면 신평리 산46-1                     | 전주이씨인평대군파종중 | 1986년 4월 9일 지정, 1992년 6월 5일 해제, 경기 기념물 제130호로 승격  |      |
| 20호 |      | 최면식 선생 공적비                                | 포천시 신북면 가채리 829-3                      | 최종규                 | 1986년 4월 9일 지정                                                   |      |
| 21호 |      | 성여완 선생 묘                                    | 포천시 신북면 고일리 산24                       | 성기홍                 | 1986년 4월 9일 지정                                                   |      |
| 22호 |      | 성석린 선생 묘                                    | 포천시 신북면 고일리 산23                       | 성기홍                 | 1986년 4월 9일 지정                                                   |      |
| 23호 |      | 만세교리 태봉                                     | 포천시 신북면 만세교리 산8-3                    | 이인호                 | 1986년 4월 9일 지정                                                   |      |
| 24호 |      | 조영원 선생 공적비                                | 포천시 창수면 옥수로58번길 4 창수초등학교       | 포천시                 | 1986년 4월 9일 지정                                                   |      |
| 25호 |      | 청해사                                            | 포천시 창수면 포천로2721번길 18                 | 이재충                 | 1986년 4월 9일 지정                                                   |      |
| 26호 |      | 옥병서원                                          | 포천시 창수면 옥수로327번길 189                 | 옥병서원               | 1986년 4월 9일 지정                                                   |      |
| 27호 |      | 김중행 선생 묘                                    | 포천시 창수면 주원리 산137                      | 김진구                 | 1986년 4월 9일 지정                                                   |      |
| 28호 |      | 인흥군 묘 및 신도비                               | 포천시 영중면 양문리 산18-6                     | 전주이씨인흥군파종회   | 1986년 4월 9일 지정                                                   |      |
| 29호 |      | 태봉산성지                                        | 포천시 영중면 성동리 763                        | 심재욱                 | 1986년 4월 9일 지정                                                   |      |
| 30호 |      | 태봉 석조물                                       | 포천시 영중면 호국로 3140                       | 양재웅                 | 1986년 4월 9일 지정                                                   |      |
| 31호 |      | 김흥근 선생 묘                                    | 포천시 일동면 기산리 산46-9                     | 심재욱                 | 1986년 4월 9일 지정                                                   |      |
| 32호 |      | 양사언 선생 묘                                    | 포천시 일동면 길명리 산 193                     | 양재웅                 | 1986년 4월 9일 지정                                                   |      |
| 33호 |      | 수입리 지석묘                                     | 포천시 일동면 수입리 9-6                        | 포천시                 | 1986년 4월 9일 지정                                                   |      |
| 34호 |      | 동음사                                            | 포천시 이동면 화동로 1760                       | 김영빈                 | 1986년 4월 9일 지정                                                   |      |
| 35호 |      | 흥룡사 청암부도                                   | 포천시 이동면 포화로 236-73                     | 흥룡사 주지            | 1986년 4월 9일 지정                                                   |      |
| 36호 |      | 보가산성지 (保架山城址)                           | 포천시 관인면 중리 산251                        | 김기영                 | 1986년 4월 9일 지정                                                   |      |
| 37호 |      | 이국주 선생 묘                                    | 포천시 화현면 지현리 산5-8                      | 이현문                 | 1986년 4월 9일 지정                                                   |      |
| 38호 |      | 이사검 선생 묘                                    | 포천시 창수면 가양리 213-4                      | 최재풍                 | 1986년 4월 9일 지정                                                   |      |
| 39호 |      | 영평리 선정비                                     | 포천시 영중면 영평리 253-1                      | 포천시                 | 1986년 4월 9일 지정                                                   |      |
| 40호 |      | 권종 충신문                                       | 포천시 소흘읍 한성1길 34                        | 권순묵                 | 1986년 4월 9일 지정                                                   |      |
| 41호 |      | 창옥병 암각문                                     | 포천시 창수면 주원리 687-1                      | 이종훈                 | 1994년 5월 2일 지정                                                   |      |
| 42호 |      | 조경 선생 묘                                      | 포천시 신북면 만세교리 산1-1                    | 조철원                 | 1994년 5월 2일 지정                                                   |      |
| 43호 |      | 고모리산성 (古毛里山城)                           | 포천시 소흘읍 고모리 산64                       | 포천시                 | 1994년 5월 2일 지정, 2002년 9월 16일 해제, 경기 기념물 제185호로 승격 |      |
| 44호 |      | 조득남 장군 정려                                  | 포천시 가산면 마산리 583-3                      | 한양조씨종중           | 2006년 4월 5일 지정                                                   |      |
| 45호 |      | 길명사                                            | 포천시 일동면 영일로 645-50                     | 길명사관리위원회       | 2006년 4월 5일 지정                                                   |      |
| 46호 |      | 운담영당                                          | 포천시 일동면 화동로 1240                       | 운담영당관리위원회     | 2006년 4월 5일 지정                                                   |      |
| 47호 |      | 박순 선생 묘 및 신도비                            | 포천시 창수면 옥수로327번길 231                 | 전주이씨파종회         | 2012년 9월 10일 지정                                                  |      |
| 48호 |      | 이벽 선생 묘 (李檗 先生 墓)                       | 포천시 화현면 화현리 산289-1                    | 신창군읍민회           | 2012년 9월 10일 지정                                                  |      |
| 49호 |      | 운악산성                                          | 포천시 화현면 화동로 190                        | 국유                   | 2012년 9월 10일 지정                                                  |      |
| 50호 |      | 오가리 가노농악                                   | 포천시 창수면 오가리                            |                        | 2012년 9월 10일 지정                                                  |      |
| 51호 |      | 독산 봉수지                                       | 포천시 신북면 기지리 590                        |                        | 2012년 9월 10일 지정                                                  |      |
| 52호 |      | 화현 분청사기 요지                                | 포천시 화현면 화동로184번길 39                  | 산림청                 | 2012년 9월 10일 지정                                                  |      |

## 참고 문헌
- 포천시 홈페이지 - 고시/공고